# Henk Bosveld
Hendrikus Johannes „Henk” Bosveld (ur. 10 lipca 1941 w Velp, zm. 6 sierpnia 1998) – piłkarz holenderski grający na pozycji napastnika. W swojej karierze rozegrał 2 mecze w reprezentacji Holandii.

## Kariera klubowa
Swoją karierę piłkarską Bosveld rozpoczął w klubie Sportclub Enschede. W 1960 roku awansował do kadry pierwszej drużyny i w sezonie 1960/1961 zadebiutował w niej w Eredivisie. W sezonie 1961/1962 stał się podstawowym zawodnikiem Sportclubu.
W 1964 roku Bosveld odszedł do Sparty Rotterdam. W sezonie 1965/1966 zdobył z zespołem Sparty Puchar Holandii. W Sparcie grał do końca sezonu 1972/1973. Latem 1973 został zawodnikiem SBV Vitesse. W 1979 roku zakończył w nim swoją karierę.
| Sezon   | Klub               | Kraj     | Rozgrywki  | Mecze | Bramki |
| ------- | ------------------ | -------- | ---------- | ----- | ------ |
| 1960/61 | Sportclub Enschede | Holandia | Eredivisie | 5     | 5      |
| 1961/62 | Sportclub Enschede | Holandia | Eredivisie | 25    | 7      |
| 1962/63 | Sportclub Enschede | Holandia | Eredivisie | 25    | 16     |
| 1963/64 | Sportclub Enschede | Holandia | Eredivisie | 30    | 14     |
| 1964/65 | Sparta Rotterdam   | Holandia | Eredivisie | 30    | 17     |
| 1965/66 | Sparta Rotterdam   | Holandia | Eredivisie | 30    | 17     |
| 1966/67 | Sparta Rotterdam   | Holandia | Eredivisie | 34    | 18     |
| 1967/68 | Sparta Rotterdam   | Holandia | Eredivisie | 34    | 12     |
| 1968/69 | Sparta Rotterdam   | Holandia | Eredivisie | 0     | 0      |
| 1969/70 | Sparta Rotterdam   | Holandia | Eredivisie | 20    | 8      |
| 1970/71 | Sparta Rotterdam   | Holandia | Eredivisie | 4     | 0      |
| 1971/72 | Sparta Rotterdam   | Holandia | Eredivisie | 34    | 11     |
| 1972/73 | Sparta Rotterdam   | Holandia | Eredivisie | 29    | 11     |
| 1973/74 | SBV Vitesse        | Holandia | Eredivisie | 37    | 8      |
| 1974/75 | SBV Vitesse        | Holandia | Eredivisie | ?     | ?      |
| 1975/76 | SBV Vitesse        | Holandia | Eredivisie | 33    | 10     |
| 1976/77 | SBV Vitesse        | Holandia | Eredivisie | 34    | 8      |
| 1977/78 | SBV Vitesse        | Holandia | Eredivisie | 29    | 8      |
| 1978/79 | SBV Vitesse        | Holandia | Eredivisie | 25    | 7      |

## Kariera reprezentacyjna
W reprezentacji Holandii Bosveld zadebiutował 14 października 1962 roku w przegranym 0:2 towarzyskim meczu z Belgią, rozegranym w Antwerpii. W kadrze narodowej rozegrał łącznie 2 mecze.